# Luzzano
Luzzano è una frazione del comune di Moiano, in provincia di Benevento. Fu comune autonomo fino al 1869.

## Storia
Il nome deriva dal latino "ludus iani" ovvero luogo di giochi.
La storia della piccola frazione differisce in parte da quella del Comune di Moiano e lo testimonia il dialetto che risulta estremamente diverso, rendendo facilmente riconoscibili gli abitanti provenienti dalla frazione stessa. Prima di costituire frazione di Moiano era con questo uno dei casali di Airola.

## Cultura

### Eventi
Ogni anno a Luzzano si celebra la festa in onore di Sant'Antonio da Padova. Tra luglio e agosto si svolge anche la festa del panuozzo.

## Infrastrutture e trasporti

### Strade
La frazione di Luzzano è servita dalle strade provinciali 131 Via San Vito e 132 Via San Giacomo-delle Monache.